# Отель «Парадизо» (фильм, 1999)
«Отель „Парадизо“» (англ. Guest House Paradiso) — кинофильм. Экранизация произведения, автор которого — Жорж Фейдо.

## Сюжет
Действие начинается с пробуждения хозяина отеля, Ричи. Он пытается разбудить и поторопить коллегу, обитающего за стеной, но его компаньон в это время мчится, иногда засыпая, по шоссе на неуправляемом мотоцикле, чтобы успеть на работу.
Переодевшись, Ричи спускается вниз, скандалит с постояльцами и поваром. В это же самое время его помощник Эдди влетает на мотоцикле в ограждение и приземляется рядом со стойкой. Затем оба друга идут в гостиничное кафе, где Ричи высмеивает постояльцев, а Эдди отправляется на кухню, чтобы сварить яйцо, поскольку повар после скандала с Ричи сбежал. Ричи, возмущённый тупостью Эдди, не знающего, как пишется слово «яйцо», дерётся с ним, разнося всю кухню. Разозлённый постоялец заходит туда в конце драки и интересуется состоянием дел с завтраком. Получив ответ, что завтрак окончен, он не выдерживает и отправляет Ричи в нокаут на 8 часов, после чего покидает гостиницу вместе со своей любовницей.
Очнувшись после ударов молотка и стаканов воды, вылитых Эдди ему в лицо, Ричи узнаёт, что постояльцы съехали и осталась только маразматичная постоянная жительница их гостиницы. Вместе с Эдди они волокут её наверх, после чего Ричи, переодевшись доктором, с помощью Эдди поит старуху до отключки и хочет выбить ей золотые зубы.
Но в отель приезжает семейство с мальчиком и девочкой. Предложив супругам выпить в баре, Эдди отправляется гулять с детьми, а Ричи роется в вещах постояльцев. Найдя там резиновое бельё с шипами, он примеряет его перед зеркалом, в то время как добрый, милый Эдди качает девочку на качелях так, что она вылетает из них и падает с обрыва. Другой рукой, Эдди угощает мальчика спиртным. Они вытаскивают девочку и возвращаются в отель. 
Чуть не застанный врасплох, внезапно вернувшимися постояльцами, Ричи спасается в лабиринте тайных ходов, пронизывающих гостиницу, а затем, спустившись к стойке, застаёт там Джину Карпонара, порнозвезду, спасающуюся от назойливого жениха. Деликатно прячась за стойкой (так как он все еще в резиновых трусах с шипами), он отправляет её в бар, а сам прячется на кухне в духовке.
В это время на кухне появляются Эдди и Джина. Эдди разговаривает с Джиной, в результате чего она изъявляет желание остаться в гостинице. Джина рассеянно нажимает кнопку  включения духовки, в которой сидит Ричи, Эдди и Джина покидают кухню.
Эдди отправляет Джину в номер, после чего на пару с Ричи на кухне судорожно соображает, из чего бы сварить ужин, поскольку повар, уходя, забрал или уничтожил все продукты.
В результате взрыва надутых резиновых трусов Ричи, Эдди вылетает на улицу. При переваливании грузовика, через непробиваемую голову Эдди, вываливается дохлая рыба. Ричи и Эдди радуются, что есть хоть какая-то еда, жарят ее и кормят всех гостей. 
После ужина все расходятся по комнатам. Джина заказала в номер "голый" салат (без приправы). Эдди и Ричи понимают это так, что раздеваются и приносят салат ей в номер. Отец семейства обнаруживает, что везде установлены скрытые видеокамеры и забирает кассету с записью того, как голые Ричи и Эдди бегают по гостинице, угрожая передать ее в полицию. Когда он засыпает, то Ричи и Эдди пытаются выудить кассету через отверстие в потолке, но вместо кассеты крючок зацепляется за кольцо на соске отца семейства. Через тайный ход, Ричи залезает в тумбочку, на которой лежит кассета и, наконец-то, забирает ее себе. Но замок на тайной, задней дверце тумбочки захлопывается. Ричи звонит Эдди и просит вытащить его. Эдди приходит в номер, разбуживая семью, поджигает тумбочку и вывозит ее из номера, но роняет с лестницы. Внезапно заявляется жених Джины. Он заказывает в номер ужин и трёх шлюх и пытается изнасиловать свою невесту. 
Посреди ночи к Эдди заходят на ежевечернюю рюмку работники атомной станции. Они в ужасе обнаруживают светящуюся рыбу и, проверив её счётчиком Гейгера, рассказывают хозяевам гостиницы, что все могут умереть. Ричи и Эдди "сматывают удочки". В это же время все, кто ел рыбу, начинают страдать неукротимой рвотой. Жених Джины взрывается. Ричи, Эдди и Джина (не евшие рыбу) получают от представителя правительства чемодан денег и билеты на Карибы во избежание огласки утечки на атомной станции.

## В ролях
| Актёр            | Роль           |
| ---------------- | -------------- |
| Рик Майял        | Ричард         |
| Эдриэн Эдмондсон | Эдди           |
| Венсан Кассель   | Джино Болонес  |
| Кейт Эшфилд      | Миссис Харди   |
| Лиза Пэлфри      | Миссис Найс    |
| Фенелла Филдинг  |                |
| Саймон Пегг      | Мистер Найс    |
| Билл Найи        | Мистер Джонсон |
| Дэвид Сибли      |                |
| Ричард Стрэйндж  |                |
| Филлип Лестер    |                |
| Боб Мэйсон       |                |
| Анна Мэделей     |                |
| Джеймс Д’Арси    | юный грум      |

## Интересные факты
- Первое появление Саймона Пегга в художественном фильме.